# Olympische Sommerspiele 1960/Leichtathletik – 100 m (Männer)

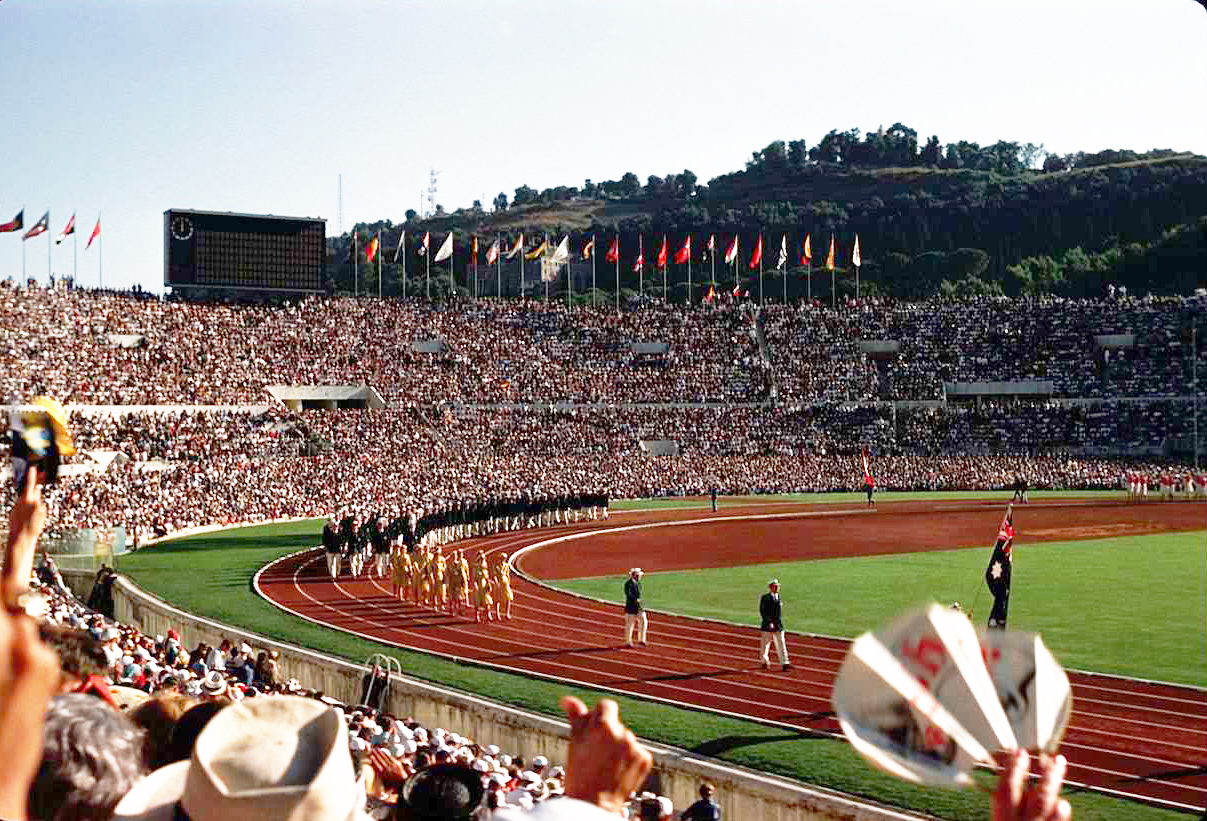
Das Olympiastadion während der Eröffnungsfeier

Der 100-Meter-Lauf der Männer bei den Olympischen Spielen 1960 in Rom wurde am 31. August und 1. September 1960 im Stadio Olimpico ausgetragen. 65 Athleten nahmen teil.
Olympiasieger wurde Armin Hary aus Deutschland. Er gewann vor dem US-Amerikaner Dave Sime und dem Briten Peter Radford.
Weitere deutsche Starter waren Walter Mahlendorf und Manfred Germar. Beide scheiterten in ihren Vorläufen – Germar war verletzungs- und krankheitsbedingt nicht auf der Höhe seiner Leistungsfähigkeit. Für die Schweiz nahm Heinz Müller teil. Er qualifizierte sich für das Viertelfinale, in dem er als Letzter seines Laufes ausschied. Der Österreicher Elmar Kunauer schied im Vorlauf aus.

## Rekorde

### Bestehende Rekorde
| Weltrekord         | 10,0 s | Armin Hary ( BR Deutschland) | Zürich, Schweiz                         | 21. Juni 1960     |
| Weltrekord         | 10,0 s | Harry Jerome ( Kanada)       | Saskatoon, Kanada                       | 15. Juli 1960     |
| Olympischer Rekord | 10,3 s | Eddie Tolan ( USA)           | Finale OS Los Angeles, USA              | 1. August 1932    |
| Olympischer Rekord | 10,3 s | Ralph Metcalfe ( USA)        | Finale OS Los Angeles, USA              | 1. August 1932    |
| Olympischer Rekord | 10,3 s | Jesse Owens ( USA)           | Vorrunde OS Berlin, Deutsches Reich     | 2. August 1936    |
| Olympischer Rekord | 10,3 s | Harrison Dillard ( USA)      | Finale OS London, Großbritannien        | 31. Juli 1948     |
| Olympischer Rekord | 10,3 s | Bobby Morrow ( USA)          | Viertelfinale von Melbourne, Australien | 23. November 1956 |
| Olympischer Rekord | 10,3 s | Ira Murchison ( USA)         | Viertelfinale von Melbourne, Australien | 23. November 1956 |
| Olympischer Rekord | 10,3 s | Bobby Morrow ( USA)          | Halbfinale von Melbourne, Australien    | 24. November 1956 |

### Rekordverbesserungen
Der bestehende olympische Rekord wurde dreimal verbessert bzw. egalisiert:
- 10,2 s – Armin Hary (Deutschland), zweites Viertelfinale am 31. August bei einem Gegenwind von 0,3 m/s
- 10,2 s (egalisiert) – Armin Hary (Deutschland), Finale am 1. September bei Windstille
- 10,2 s (egalisiert) – Dave Sime (USA), Finale am 1. September bei Windstille

## Durchführung des Wettbewerbs
65 Athleten traten am 31. August zu neun Vorläufen an. Die jeweils drei Laufbesten – hellblau  unterlegt – qualifizierten sich für das Viertelfinale am selben Tag, aus dem die jeweils drei besten Läufer – wiederum hellblau  unterlegt – das Halbfinale erreichten. Die beiden Halbfinals und das Finale wurden am 1. September durchgeführt. In den Halbfinals qualifizierten sich jeweils die ersten Drei – hellblau  unterlegt – für das Finale.

## Zeitplan
31. August, 9:00 Uhr: Vorläufe

31. August, 16:00 Uhr: Viertelfinale

1. September, 15:40 Uhr: Halbfinale

1. September, 17:30 Uhr: Finale

## Vorläufe
Datum: 31. August 1960, ab 9:00 Uhr

### Vorlauf 1
Wind: −0,3 m/s
| Platz | Name               | Nation      | Offizielle Zeit handgestoppt | Inoffizielle Zeit elektronisch |
| ----- | ------------------ | ----------- | ---------------------------- | ------------------------------ |
| 1     | Enrique Figuerola  | Kuba        | 10,4 s                       | 10,57 s                        |
| 2     | Carl Fredrik Bunæs | Norwegen    | 10,7 s                       | 10,80 s                        |
| 3     | Juri Konowalow     | Sowjetunion | 10,7 s                       | 10,83 s                        |
| 4     | Suthi Manyakass    | Thailand    | 10,8 s                       | 10,87 s                        |
| 5     | Mikhail Bachvarov  | Bulgarien   | 11,0 s                       | 10,95 s                        |
| 6     | Amos Grodzinowsky  | Israel      | 11,1 s                       | 11,19 s                        |
| 7     | Raj Joshi Tilak    | Indien      | 11,3 s                       | 11,43 s                        |

### Vorlauf 2
Wind: −0,2 m/s
Gustav Ntiforo war der erste Leichtathlet, der für Ghana an den Start ging. Bis 1956 wurde für den Staat die Bezeichnung Goldküste benutzt.
| Platz | Name            | Nation      | Offizielle Zeit handgestoppt | Inoffizielle Zeit elektronisch |
| ----- | --------------- | ----------- | ---------------------------- | ------------------------------ |
| 1     | Seraphino Antao | Kenia       | 10,5 s                       | 10,64 s                        |
| 2     | Armin Hary      | Deutschland | 10,6 s                       | 10,74 s                        |
| 3     | Heinz Müller    | Schweiz     | 10,8 s                       | 10,94 s                        |
| 4     | Gustav Ntiforo  | Ghana       | 11,0 s                       | 11,15 s                        |
| 5     | Isaac Gómez     | Philippinen | 11,0 s                       | 11,19 s                        |
| 6     | Dennis Tipping  | Australien  | 11,2 s                       | 11,30 s                        |
| 7     | Abdul Khaliq    | Pakistan    | 11,2 s                       | 11,34 s                        |

### Vorlauf 3
Wind: −0,3 m/s
Dennis Johnson war der erste Leichtathlet, der für die Westindische Föderation an den Start ging.
| Platz | Name            | Nation                  | Offizielle Zeit handgestoppt | Inoffizielle Zeit elektronisch |
| ----- | --------------- | ----------------------- | ---------------------------- | ------------------------------ |
| 1     | Horacio Esteves | Venezuela               | 10,4 s                       | 10,62 s                        |
| 2     | Dennis Johnson  | Westindische Föderation | 10,4 s                       | 10,66 s                        |
| 3     | Dave Sime       | USA                     | 10,5 s                       | 10,75 s                        |
| 4     | Lynn Eves       | Kanada                  | 10,8 s                       | 11,01 s                        |
| 5     | Aggrey Awori    | Uganda                  | 10,9 s                       | 11,09 s                        |
| 6     | Patrick Lowry   | Irland                  | 10,9 s                       | 11,11 s                        |
| 7     | Roba Negousse   | Äthiopien               | 11,3 s                       | 11,47 s                        |

### Vorlauf 4
Wind: −0,2 m/s
Bouchaib El-Maachi war der erste marokkanische Leichtathlet, der an Olympischen Spielen teilnahm.
| Platz | Name                  | Nation     | Offizielle Zeit handgestoppt | Inoffizielle Zeit elektronisch |
| ----- | --------------------- | ---------- | ---------------------------- | ------------------------------ |
| 1     | Harry Jerome          | Kanada     | 10,5 s                       | 10,72 s                        |
| 2     | Jocelyn Delecour      | Frankreich | 10,5 s                       | 10,75 s                        |
| 3     | Erasmus Amukun        | Uganda     | 10,6 s                       | 10,80 s                        |
| 4     | Affonso da Silva      | Brasilien  | 10,8 s                       | 10,98 s                        |
| 5     | Bouchaib El-Maachi    | Marokko    | 10,9 s                       | 11,11 s                        |
| 6     | Shahrudin Mohamed Ali | Malaya     | 11,0 s                       | 11,11 s                        |
| DNS   | Jimmy Omagbemi        | Nigeria    |                              |                                |

### Vorlauf 5
Wind: −0,2 m/s
| Platz | Name                | Nation    | Offizielle Zeit handgestoppt | Inoffizielle Zeit elektronisch |
| ----- | ------------------- | --------- | ---------------------------- | ------------------------------ |
| 1     | Tom Robinson        | Bahamas   | 10,5 s                       | 10,68 s                        |
| 2     | Lloyd Murad         | Venezuela | 10,7 s                       | 10,28 s                        |
| 3     | Sitiveni Moceidreke | Fidschi   | 10,8 s                       | 10,92 s                        |
| 4     | George Short        | Kanada    | 10,9 s                       | 11,04 s                        |
| 5     | Emmanuel Putu       | Liberia   | 11,2 s                       | 11,34 s                        |
| 6     | Kim Jong-cheol      | Südkorea  | 11,5 s                       | 11,63 s                        |
| DNS   | Rouhollah Rahmani   | Iran      |                              |                                |

### Vorlauf 6
Wind: −0,6 m/s
| Platz | Name               | Nation      | Offizielle Zeit handgestoppt | Inoffizielle Zeit elektronisch |
| ----- | ------------------ | ----------- | ---------------------------- | ------------------------------ |
| 1     | Ray Norton         | USA         | 10,7 s                       | 10,88 s                        |
| 2     | Gusman Kossanow    | Sowjetunion | 10,7 s                       | 10,90 s                        |
| 3     | Santiago Plaza     | Mexiko      | 10,8 s                       | 10,95 s                        |
| 4     | Walter Mahlendorf  | Deutschland | 10,8 s                       | 10,98 s                        |
| 5     | Romain Poté        | Belgien     | 11,0 s                       | 11,19 s                        |
| 6     | Aydın Onur         | Türkei      | 11,3 s                       | 11,45 s                        |
| 7     | Abdul Hadi Shekaib | Afghanistan | 11,6 s                       | 11,79 s                        |

### Vorlauf 7
Wind: −0,3 m/s
| Platz | Name             | Nation         | Offizielle Zeit handgestoppt | Inoffizielle Zeit elektronisch |
| ----- | ---------------- | -------------- | ---------------------------- | ------------------------------ |
| 1     | David Jones      | Großbritannien | 10,5 s                       | 10,69 s                        |
| 2     | Abdoulaye Seye   | Frankreich     | 10,6 s                       | 10,75 s                        |
| 3     | Rafael Romero    | Venezuela      | 10,7 s                       | 10,89 s                        |
| 4     | Elmar Kunauer    | Österreich     | 11,0 s                       | 11,13 s                        |
| 5     | Huang Suh-chuang | Taiwan         | 11,2 s                       | 11,37 s                        |
| 6     | Khudir Zalata    | Irak           | 11,0 s                       | 11,11 s                        |
| DNF   | Iftikhar Shah    | Pakistan       |                              |                                |

### Vorlauf 8
Wind: −0,1 m/s

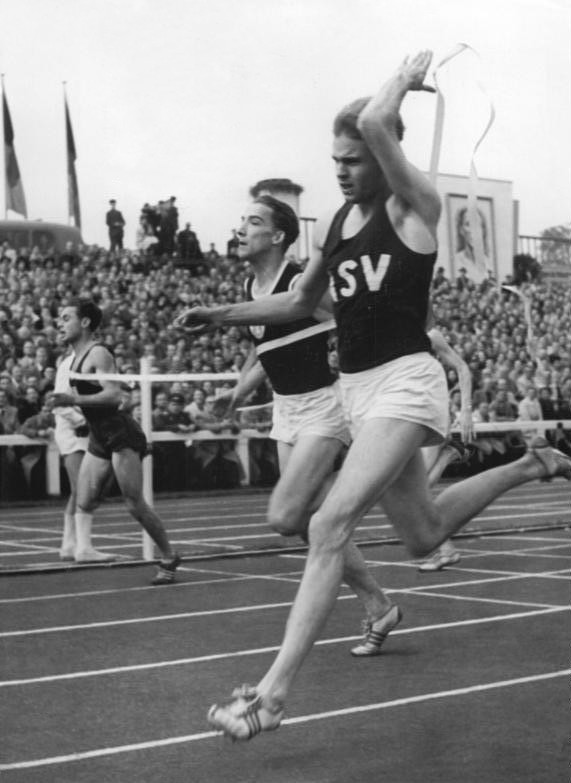
Manfred Germar (vorne) scheiterte krankheitsbedingt schon im Vorlauf

Die elektronisch gestoppten Zeiten sind unbekannt.
Mit Hamdan El-Tayeb nahm erstmals ein Leichtathlet aus dem Sudan an Olympischen Spielen teil.
| Platz | Name            | Nation                | Offizielle Zeit handgestoppt |
| ----- | --------------- | --------------------- | ---------------------------- |
| 1     | Marian Foik     | Polen                 | 10,5 s                       |
| 2     | Edward Jefferys | Südafrikanische Union | 10,6 s                       |
| 3     | Claude Piquemal | Frankreich            | 10,7 s                       |
| 4     | Jalal Gozal     | Indonesien            | 10,9 s                       |
| 5     | Manfred Germar  | Deutschland           | 11,0 s                       |
| 6     | Hamdan El-Tayeb | Sudan                 | 11,1 s                       |
| 7     | José Albarrán   | Spanien               | 11,2 s                       |

### Vorlauf 9
Wind: −0,2 m/s
Moustafa Abdel Kader war der erste Leichtathlet der Vereinigten Arabischen Republik bei Olympischen Spielen.
| Platz | Name                  | Nation                        | Offizielle Zeit handgestoppt | Inoffizielle Zeit elektronisch |
| ----- | --------------------- | ----------------------------- | ---------------------------- | ------------------------------ |
| 1     | Peter Radford         | Großbritannien                | 10,4 s                       | 10,51 s                        |
| 2     | Frank Budd            | USA                           | 10,4 s                       | 10,55 s                        |
| 3     | Edwin Osolin          | Sowjetunion                   | 10,7 s                       | 10,86 s                        |
| 4     | Hilmar Þorbjörnsson   | Island                        | 10,9 s                       | 11,05 s                        |
| 5     | Nikolaos Georgopoulos | Griechenland                  | 11,0 s                       | 11,12 s                        |
| 6     | Moustafa Abdel Kader  | Vereinigte Arabische Republik | 11,2 s                       | 11,34 s                        |
| 7     | James Roberts         | Liberia                       | 11,2 s                       | 11,37 s                        |

## Viertelfinale
Datum: 31. August 1960, ab 16:00 Uhr

### Lauf 1

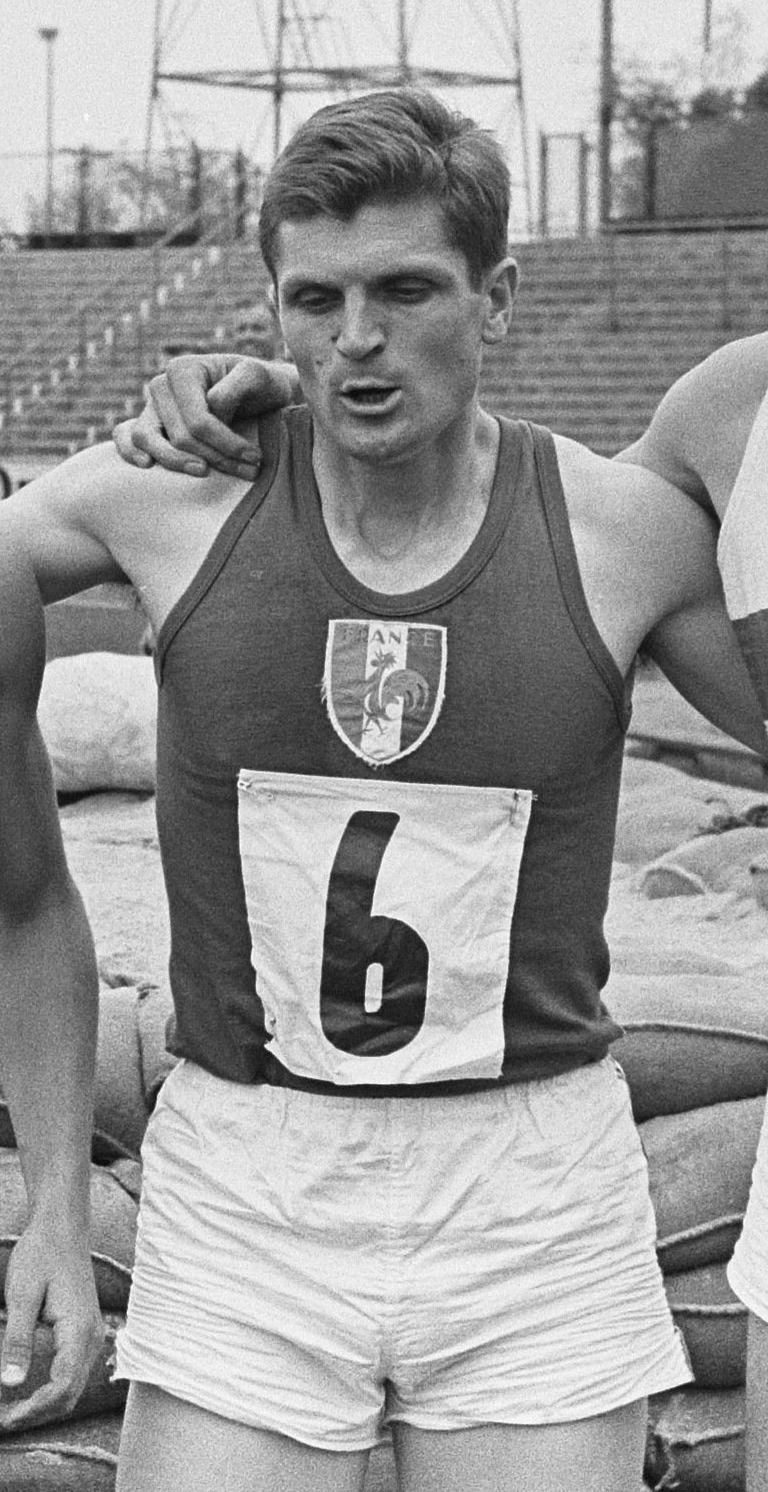
Jocelyn Delecour – ausgeschieden als Vierter des ersten Viertelfinals

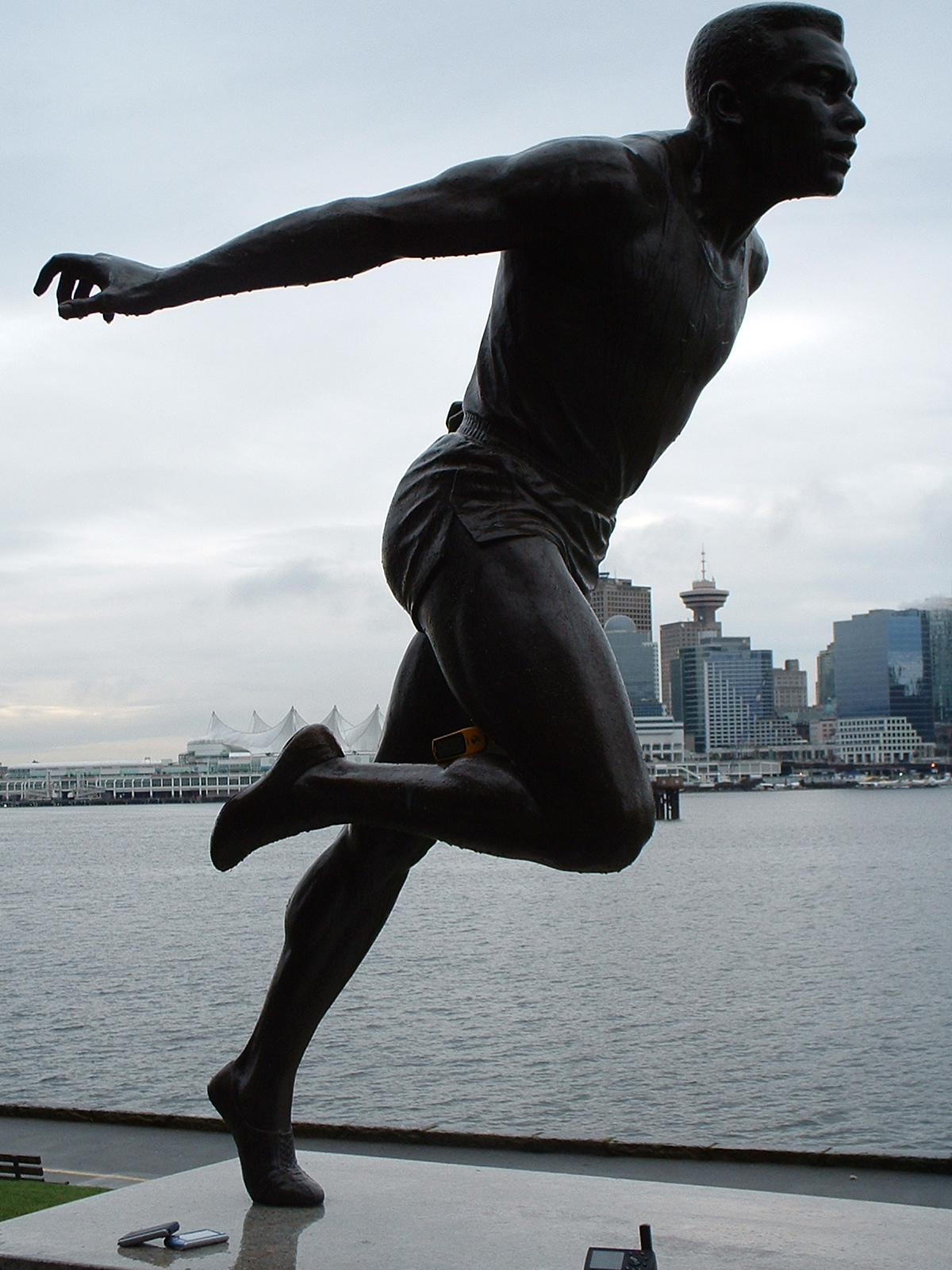
Harry Jerome (als Statue im Stanley Park, Vancouver) – verletzt ausgeschieden im ersten Halbfinale

Wind: −0,5 m/s
| Platz | Name             | Nation                | Offizielle Zeit handgestoppt | Inoffizielle Zeit elektronisch |
| ----- | ---------------- | --------------------- | ---------------------------- | ------------------------------ |
| 1     | Horacio Esteves  | Venezuela             | 10,5 s                       | 10,71 s                        |
| 2     | Tom Robinson     | Bahamas               | 10,6 s                       | 10,76 s                        |
| 3     | Ray Norton       | USA                   | 10,6 s                       | 10,78 s                        |
| 4     | Jocelyn Delecour | Frankreich            | 10,7 s                       | 10,87 s                        |
| 5     | Edward Jefferys  | Südafrikanische Union | 10,7 s                       | 10,89 s                        |
| 6     | Edwin Osolin     | Sowjetunion           | 10,7 s                       | 10,90 s                        |
| 7     | Heinz Müller     | Schweiz               | 10,8 s                       | 10,95 s                        |

### Lauf 2
Wind: −0,3 m/s
| Platz | Name                | Nation                  | Offizielle Zeit handgestoppt | Inoffizielle Zeit elektronisch |
| ----- | ------------------- | ----------------------- | ---------------------------- | ------------------------------ |
| 1     | Armin Hary          | Deutschland             | 10,2 s OR                    | 10,32 s                        |
| 2     | Dave Sime           | USA                     | 10,3 s000                    | 10,37 s                        |
| 3     | Marian Foik         | Polen                   | 10,4 s000                    | 10,48 s                        |
| 4     | Dennis Johnson      | Westindische Föderation | 10,4 s000                    | 10,51 s                        |
| 5     | Carl Fredrik Bunæs  | Norwegen                | 10,5 s000                    | 10,69 s                        |
| 6     | Juri Konowalow      | Sowjetunion             | 10,5 s000                    | 10,69 s                        |
| 7     | Sitiveni Moceidreke | Fidschi                 | 10,7 s000                    | 10,85 s                        |

### Lauf 3

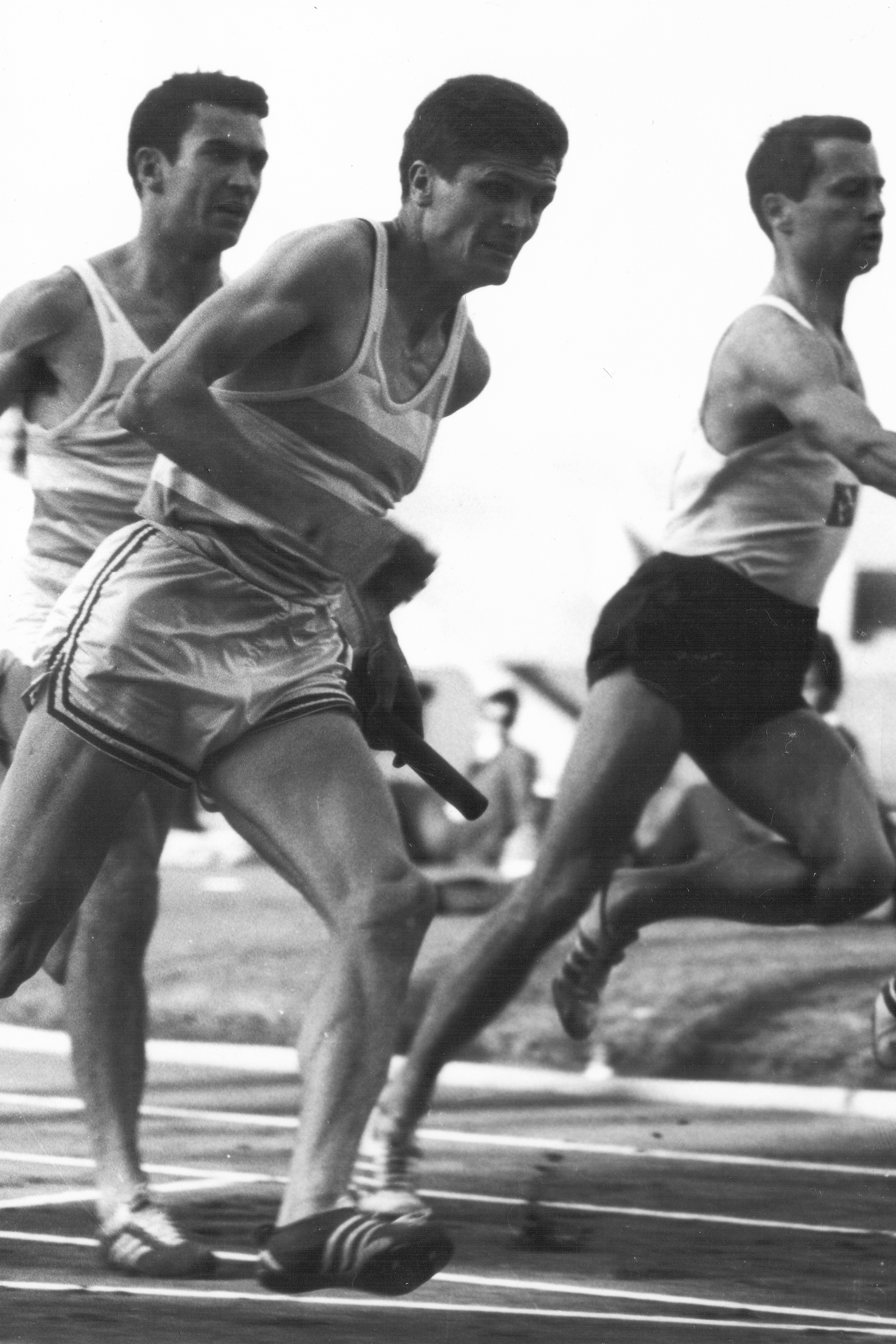
Claude Piquemal (links) – ausgeschieden als Fünfter des dritten Viertelfinals
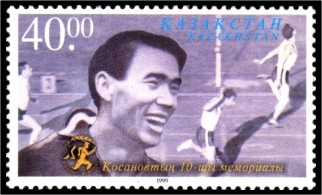
Gusman Kossanow (auf einer kasachischen Briefmarke aus dem Jahr 1999) – ausgeschieden als Sechster des dritten Viertelfinals

Wind: −1,3 m/s
| Platz | Name              | Nation         | Offizielle Zeit handgestoppt | Inoffizielle Zeit elektronisch |
| ----- | ----------------- | -------------- | ---------------------------- | ------------------------------ |
| 1     | Frank Budd        | USA            | 10,4 s                       | 10,52 s                        |
| 2     | Enrique Figuerola | Kuba           | 10,4 s                       | 10,53 s                        |
| 3     | David Jones       | Großbritannien | 10,5 s                       | 10,68 s                        |
| 4     | Erasmus Amukun    | Uganda         | 10,6 s                       | 10,75 s                        |
| 5     | Claude Piquemal   | Frankreich     | 10,6 s                       | 10,76 s                        |
| 6     | Gusman Kossanow   | Sowjetunion    | 10,7 s                       | 10,87 s                        |
| 7     | Santiago Plaza    | Mexiko         | 10,8 s                       | 10,93 s                        |

### Lauf 4
Wind: −2,3 m/s
| Platz | Name            | Nation         | Offizielle Zeit handgestoppt | Inoffizielle Zeit elektronisch |
| ----- | --------------- | -------------- | ---------------------------- | ------------------------------ |
| 1     | Harry Jerome    | Kanada         | 10,4 s                       | 10,58 s                        |
| 2     | Peter Radford   | Großbritannien | 10,4 s                       | 10,60 s                        |
| 3     | Seraphino Antao | Kenia          | 10,4 s                       | 10,61 s                        |
| 4     | Abdoulaye Seye  | Frankreich     | 10,4 s                       | 10,64 s                        |
| 5     | Lloyd Murad     | Venezuela      | 10,8 s                       | 10,97 s                        |
| 6     | Rafael Romero   | Venezuela      | 11,1 s                       | 11,23 s                        |

## Halbfinale
Datum: 1. September 1960, ab 15:40 Uhr

### Lauf 1
Wind: ±0,0 m/s
| Platz | Name              | Nation         | Offizielle Zeit handgestoppt | Inoffizielle Zeit elektronisch |
| ----- | ----------------- | -------------- | ---------------------------- | ------------------------------ |
| 1     | Peter Radford     | Großbritannien | 10,4 s                       | 10,57 s                        |
| 2     | Enrique Figuerola | Kuba           | 10,4 s                       | 10,58 s                        |
| 3     | Frank Budd        | USA            | 10,5 s                       | 10,65 s                        |
| 4     | Marian Foik       | Polen          | 10,5 s                       | 10,66 s                        |
| 5     | Tom Robinson      | Bahamas        | 10,5 s                       | 10,69 s                        |
| DNF   | Harry Jerome      | Kanada         |                              |                                |

### Lauf 2
Wind: ±0,0 m/s
| Platz | Name            | Nation             | Offizielle Zeit handgestoppt | Inoffizielle Zeit elektronisch |
| ----- | --------------- | ------------------ | ---------------------------- | ------------------------------ |
| 1     | Armin Hary      | Deutschland        | 10,3 s                       | 10,41 s                        |
| 2     | Dave Sime       | Vereinigte Staaten | 10,4 s                       | 10,46 s                        |
| 3     | Ray Norton      | USA                | 10,5 s                       | 10,47 s                        |
| 4     | David Jones     | Großbritannien     | 10,4 s                       | 10,48 s                        |
| 5     | Horacio Esteves | Venezuela          | 10,6 s                       | 10,57 s                        |
| 6     | Seraphino Antao | Kenia              | 10,6 s                       | 10,72 s                        |

## Finale

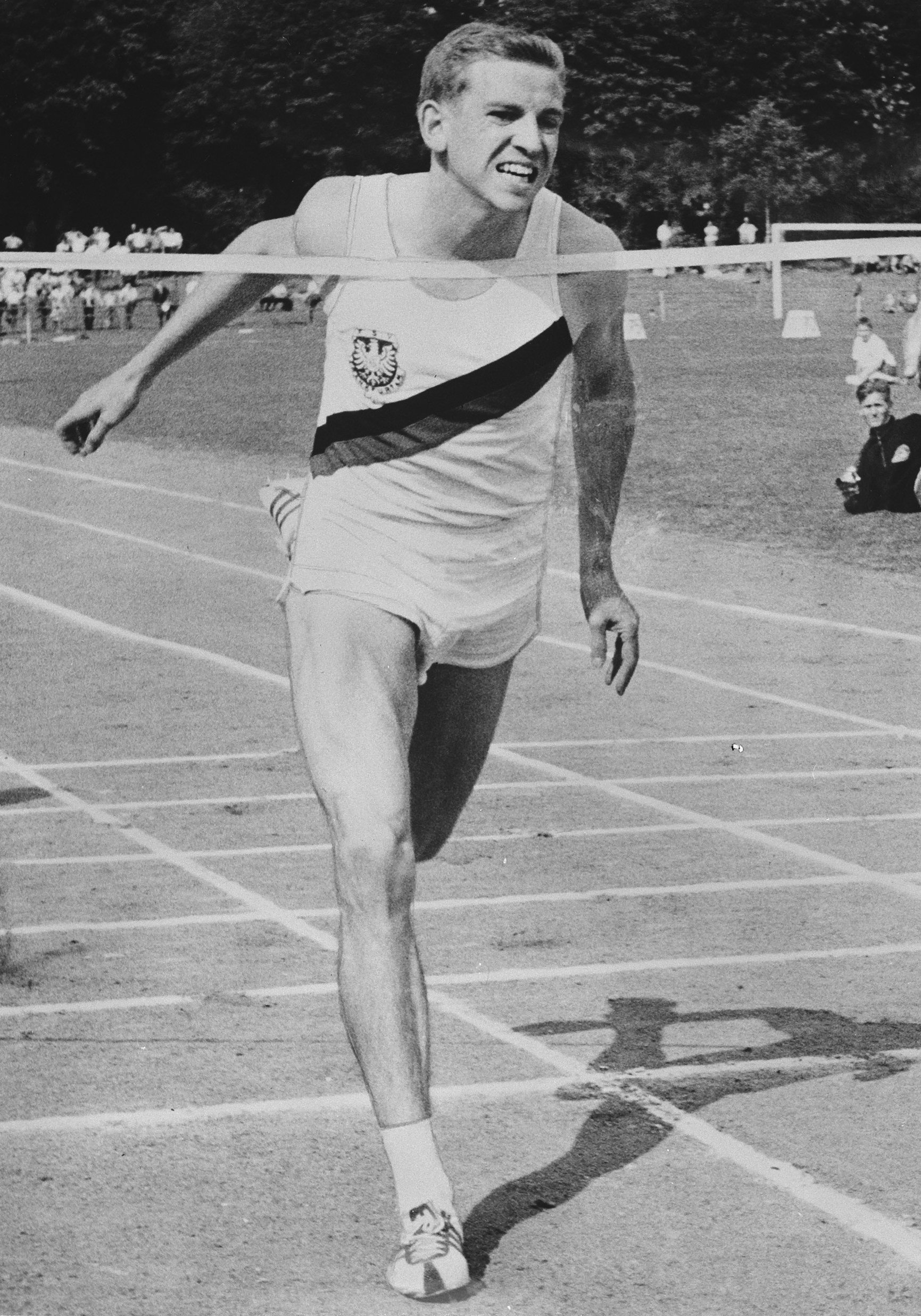
Mit knappem Vorsprung wurde Armin Hary Olympiasieger
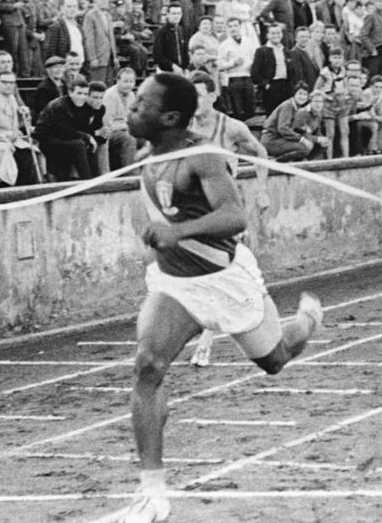
Enrique Figuerola (vorne, bei einem Sportfest in Potsdam 1961) – Rang vier

Datum: 1. September 1960, 17:30 Uhr

Wind: ±0,0 m/s
| Platz | Name              | Nation         | Offizielle Zeit handgestoppt | Inoffizielle Zeit elektronisch |
| ----- | ----------------- | -------------- | ---------------------------- | ------------------------------ |
| 1     | Armin Hary        | Deutschland    | 10,2 s ORe                   | 10,32 s                        |
| 2     | Dave Sime         | USA            | 10,2 s ORe                   | 10,35 s                        |
| 3     | Peter Radford     | Großbritannien | 10,3 s0000                   | 10,42 s                        |
| 4     | Enrique Figuerola | Kuba           | 10,3 s0000                   | 10,44 s                        |
| 5     | Frank Budd        | USA            | 10,3 s0000                   | 10,46 s                        |
| 6     | Ray Norton        | USA            | 10,4 s0000                   | 10,50 s                        |

Der Ausgang dieses Rennens war offen. Erwartet wurde ein Duell der US-Sprinter Ray Norton, Sieger der US-Trials, und Dave Sime mit dem Europameister von 1958, Armin Hary aus Deutschland als Herausforderer, der im Juni einen neuen Weltrekord aufgestellt hatte. Im Juli hatte der Kanadier Harry Jerome Harys Rekord eingestellt, aber Jerome fiel verletzungsbedingt aus.
Das Finalrennen begann mit zwei Fehlstarts, zunächst durch Sime, dann durch Hary. Der dritte Startversuch gelang, Hary lag dank seiner hervorragenden Beschleunigung auf den ersten Metern bei Hälfte der Strecke deutlich vorn. Doch auf den zweiten fünfzig Metern kam Sime immer näher, konnte Hary jedoch nicht mehr ganz erreichen. So gewann Armin Hary, Bahn sechs, die Goldmedaille vor Dave Sime, Bahn eins, und dem Briten Peter Radford auf Bahn fünf. Dahinter lag der Kubaner Enrique Figuerola, Bahn vier. Der mitfavorisierte Norton kam auf Bahn drei als Letzter noch hinter Frank Budd, Bahn zwei ins Ziel.
Es war das bis dahin schnellste Finale bei Olympischen Spielen. Alle Läufer erzielten Zeiten unter 10,5 s. Zwischen dem Ersten und dem Letzten lag nach der immer noch nur inoffiziellen elektronischen Zeitmessung eine Differenz von nur achtzehn Hundertstelsekunden.
Armin Hary errang den ersten Olympiasieg eines Deutschen über 100 Meter und den ersten Olympiasieg eines deutschen Leichtathleten seit 1936.

## Videolinks
- Armin Hary - The World's Fastest 100m Starter - Rome 1960 Olympics, youtube.com, abgerufen am 21. August 2021
- Olympics - 1960 Rome - Mens 100m - USA Dave Sime & WGer Armin Hary imasportsphile, youtube.com, abgerufen am 21. August 2021